# Universal capture
El sistema de captura d'imatge anomenat universal capture és un sistema lligat a la cinematografia virtual que permet l'enregistrament d'actors o objectes per tal de recrear-los fidelment en imatges CGI. La universal capture permet de fer captures de les cares d'un actor o actriu en diferents situacions lumíniques per tal de crear-ne un model en un programa d'animació. L'objectiu és tenir un model que sigui el més realista possible i en què es permeti un gran marge d'alteració sense perdre la sensació que s'està observant un rostre humà. La tècnica de universal capture es va usar per primer cop en la pel·lícula Matrix Reloaded. Un altre exemple famós és la seva aparició en El Curiós Cas de Benjamin Button.
Aquesta tècnica es basa en la col·locació de càmeres en una disposició estèreo que envolta l'actor o actriu involucrat en l'enregistrament. Es pot realitzar tan sols un examen fotogràfic, prenent moltes fotografies de l'expressió d'un actor en diferents condicions lumíniques; també es pot capturar l'actuació d'un actor i després processar el moviment en un ordinador per tal de crear animacions més detallades. També es pot enregistrar el cos sencer d'una persona, per tal de crear animacions de cossos, no només facials.